# Каримова, Дания Юсуфовна
Дания Юсуфовна Каримова (род. 7 ноября 1946, Казань) — российский политический деятель. Депутат Государственной Думы второго созыва (1995—1999). Заслуженный врач Российской Федерации (1998).

## Биография
Окончила школу с золотой медалью. Затем училась на педиатрическом факультете Казанского медицинского института. После интернатуры,  работала в неврологическом отделении детской больницы.
Затем стала ассистентом кафедры социальной гигиены и организации здравоохранения Казанского медицинского института. Работала преподавателем кафедры социальной медицины, экономики и управления здравоохранением Казанского государственного института усовершенствования врачей, переименованной позже на Казанскую медицинскую академию последипломного образования.
В 1977 г. защитила кандидатскую диссертацию, в 1991 г. — докторскую, с 1992 — профессор.

### Депутат госдумы
Депутат Государственной Думы Федерального Собрания РФ второго созыва (1995—1999), была членом фракции НДР, заместителем председателя Комитета по делам общественных объединений и религиозных организаций.
7 декабря 2003 г. баллотировалась на выборах в Государственную Думу РФ четвёртого созыва по Московскому избирательному округу 24 (Республика Татарстан), избрана не была.